# Echocompagnie 30 Natresbat
De Echocompagnie van 30 Natresbat is een Nederlandse militaire eenheid (compagnie) die geheel bestaat uit reservisten. Het 30 Natresbataljon is een van de drie regionale bataljons van het Korps Nationale Reserve (Natres). De bevelsautoriteit van het bataljon is sinds 2012 Commandant 13 Lichte Brigade, met standplaats Legerplaats Oirschot. 13 Lichte Brigade maakt deel uit van het Commando Landstrijdkrachten.

## Organisatie
De Echocompagnie heeft een organieke sterkte van 152 militairen en omvat een compagniestaf en 4 pelotons (nrs. 1 t/m 4). Een peloton is opgebouwd uit een commandogroep en drie groepen (A, B, C).

## Materieel
De compagnie is uitgerust met binnen het Commando Landstrijdkrachten gangbare klein kaliber wapens. Verder beschikt de compagnie over eigen verbindingsmiddelen. Mobiliteit wordt geleverd door de Mercedes-Benz 290GD en de DAF YA 4440 / 4442. Beide typen voertuigen zijn in 2015 vervangen door de Volkswagen Amarok.

## Standplaatsen
De Echocompagnie is tot 2010 gelegerd geweest op de Frederik Hendrikkazerne (Venlo) te Venlo. In 2010 is de compagnie verplaatst naar de Nassau-Dietzkazerne in Budel. Als gevolg van sluiting van de Nassau-Dietz Kazerne is de standplaats van de compagnie vanaf 2013 de Luitenant-generaal Bestkazerne, te Vredepeel. De Echocompagnie is gestationeerd in het operatiegebied van de Veiligheidsregio Limburg-Noord.

## Geschiedenis
In 2014 bestaat het korps Nationale Reserve 100 jaar. Lange tijd werd aangenomen dat de Nationale Reserve in 1948 werd opgericht, maar nu wordt toch 1914 aangehouden. 
In 1957 dreigde de Nationale Reserve te worden opgeheven door het Ministerie van Oorlog, minister Kees Staf. Na een jaar werd besloten onder druk van de Tweede Kamer der Staten-Generaal de Nationale Reserve niet op te heffen, maar te reorganiseren en af te slanken. December 1957 waren er 4 compagnieën actief in het gebied Noord-Limburg:
- Compagnie 86 en 87 in Roermond
- Compagnie 88 en 89 in Venlo

September 1988 zijn er nog 7 pelotons in het gebied Noord Limburg:
- Peloton 418 in Blerick
- Peloton 425 in Weert
- Peloton 426 in Venlo
- Peloton 430 in Roermond
- Peloton 431 in Venray
- Peloton 518 in Wanssum
- Peloton 520 in Gennep

In 1993 wordt na een reorganisatie de Foxtrot Compagnie opgericht in Venlo. In 2002 gaat deze compagnie over in de Echo Compagnie na een nieuwe reorganisatie waarbij in Zuid-Nederland het aantal compagnieën wordt gereduceerd van 7 naar 5.

## Opleiding en training
Kandidaten die toegelaten willen worden tot de Echocompagnie moeten minimaal 18 jaar (maximaal 55 jaar) oud zijn, de Nederlandse nationaliteit bezitten, een minimale lengte van 1,55 m hebben en gezond en fit zijn. Een geneeskundige en psychologische keuring op de Marine kazerne in Amsterdam en antecedentenonderzoek door de MIVD maken deel uit van de selectieprocedure.
Na de selectieprocedure volgt de kandidaat, die niet over militaire ervaring beschikt, een Algemene Militaire Opleiding (AMO) van 2 weken bij de Schoolbataljons Zuid (Generaal Majoor de Ruyter van Steveninckkazerne, Oirschot) of Noord (Johan Willem Frisokazerne, Assen). Daarna volgt plaatsing bij de Echocompagnie en legt de militair de eed van trouw af op het Vaandel van het Korps Nationale Reserve. Bij de compagnie wordt de AMO-plus (1 week) gevolgd en volgt de militair het jaarlijkse opleidings- en trainingsprogramma. Kaderleden krijgen een initiële opleiding en vervolgopleidingen aan de Koninklijke Militaire Academie (officieren) of de Koninklijke Militaire School (onderofficieren) en volgen kaderinstructieweekenden verzorgd door de bataljonsstaf.
Het opleidings- en trainingsprogramma is gericht op de kerntaak bewaken en beveiligen en het op peil houden van de individuele militaire basisvaardigheden, waaronder het kunnen toepassen van de geweldinstructie. Ook leggen de leden van de compagnie de verplichte fysieke inzetbaarheidstest en de defensie conditieproef af. Het programma vindt hoofdzakelijk plaats op zaterdagen en ’s avonds tijdens werkdagen. Daarnaast zijn er meerdaagse oefeningen, zoals een schietprogramma op de Legerplaats Harskamp en oefeningen met de Veiligheidsregio's. Verder zijn er momenten waarop onderhoud aan de wapens en het materieel wordt gepleegd, leveren militairen steun aan andere militaire eenheden en civiele instanties en nemen leden van de compagnie deel aan de brigade sportdag, de Marche de l'Armee in Diekirch (Luxemburg), de Nijmeegse Vierdaagse, de Tweedaagse van Amersfoort, de internationale schietwedstrijd voor reservisten in Hesborn (Duitsland) en de Landelijke Schiet- en Vaardigheidswedstrijd van het Korps op de Oranjekazerne in Schaarsbergen. De leden van de compagnie zijn verplicht om jaarlijks minimaal 120 opleidings- en trainingsuren te volgen en moeten rekening houden met een totale beschikbaarheid van:
- Officieren 435 uren
- Onderofficieren 420 uren
- Korporaals en manschappen 280 uren

## Compagniescommandanten
De compagniescommandant (CC) is eindverantwoordelijk voor de compagnie. Hij geeft leiding aan de compagniestaf en de pelotonscommandanten. Tot zijn directe verantwoordelijkheden behoren de operationele inzet van de compagnie, de personeelsaangelegenheden en het opstellen van het compagniesjaarplan. Daarnaast treedt de compagniescommandant op als adviseur van de bataljonscommandant van 30 Natresbataljon.
- 2002-2011 Majoor John Gordebeke
- 2011-2015 Kapitein Ir. Rob Sommers
- 2016 Kapitein Roger van Schoote / Kapitein Ruud de Bruijn
- 2016-heden Kapitein Marc Hanssen